# Крокмаз
Крокмаз (рум. Crocmaz) — село в Штефан-Водском районе Молдавии. Относится к сёлам, не образующим коммуну.

## География
Село расположено в юго-восточной часть страны, на берегу реки Днестр на высоте 62 метра над уровнем моря. Расстояние до Одессы — 69 км, до Кишинёва — 140, до Штефан-Водэ — 30 км.
Работают средняя школа, детский сад, пункт медицинской помощи.

## Население
По данным переписи населения 2004 года, в селе Крокмаз проживает 3002 человека (1475 мужчин, 1527 женщин).
Этнический состав села:
| Национальность | Число жителей | Процентный состав |
| -------------- | ------------- | ----------------- |
| молдаване      | 2919          | 97,24             |
| украинцы       | 32            | 1,07              |
| румыны         | 29            | 0,97              |
| русские        | 12            | 0,4               |
| цыгане         | 5             | 0,17              |
| гагаузы        | 2             | 0,07              |
| болгары        | 2             | 0,07              |
| прочие         | 1             | 0,03              |
| Всего          | 3002          | 100 %             |